# Gemeentedienst
Een gemeentedienst of gemeentelijke dienst is een dienstverlenende instantie die werkzaam is voor een gemeente.

## Plaats in de organisatie
De burgemeester en wethouder (B&W) zijn in Nederland verantwoordelijk voor de strategie en instandhouding van gemeentelijke diensten. De wettelijke basis van de dienst is vastgelegd in de gemeentewet. Een wethouder is de bestuurlijk verantwoordelijke van een gemeentedienst. De taken zijn via hem gedelegeerd naar de directeur van een dienst. 
In kleinere gemeenten houdt een gemeentedienst zich niet alleen bezig met specialistische taken. Omdat er bijna altijd meer diensten zijn dan wethouders, heeft een wethouder vaak de verantwoordelijkheid over meerdere diensten.  Bij grote gemeenten zoals Amsterdam en Rotterdam zijn er specialistische en programmadiensten zoals Dienst Zuidas en Dienst Noord-Zuidlijn. Deze diensten zijn opgericht voor de duur van het project. 
Behalve programmadiensten hebben grote steden ook projectbureaus. Deze projectbureaus houden zich uitsluitend bezig met het managen van projecten. Zij 'verdienen'  geld voor de gemeente. In de praktijk zijn dit een soort semi-overheidsorganisaties die betaalde dienst verlenen aan collega's op basis hun expertise. Voorbeelden hiervan zijn de Amsterdamse Project Management Bureau (PMB) en Ingenieursbureau Amsterdam (IBA). Qua personeelsomvang zijn deze projectbureaus soms zelfs groter dan een gemeentedienst. 
Statutair is een gemeentelijke dienst vergelijkbaar met de positie van een ministerie bij de Rijksoverheid.